# Охотско-Эвенский национальный округ
Охо́тско-Эве́нский национа́льный о́круг — национальный округ в составе Дальневосточного края РСФСР, существовавший с 10.12.1930 года по 15.09.1934 года.

## История
Был организован постановлением Президиума ВЦИК от 10 декабря 1930 года в районе компактного проживания эвенов. В состав округа были включены: а) из Дальневосточного края Ольский, Охотский и Тугур-Чумиканский районы полностью и эвенская часть Пенжинского района; б) из Якутской АССР территория части якутской тунгусской полосы, расположенная по левому берегу реки Аллах-Юня, районы реки Неры, притоки Колымы по Коркодон включительно, верховья рек Омолона и Индигирки и их притоков и систему реки Мая.
Центр округа первоначально располагался в п. Нагаево (ныне г. Магадан), потом был перенесён в Охотск. В 1932 году Ольский, Северо-Эвенский и Средне-Канский районы фактически перешли в управление Дальстроя, официально оставаясь в составе национального округа (постановление Бюро ЦК ВКП(б) от 26 октября 1932 года «О Колыме», и последующее решение Далькрайисполкома).
Постановлением Президиума ВЦИК от 22 июля 1934 года округ был включён в состав вновь образованной Нижнеамурской области. Постановлением Президиума ВЦИК от 15 сентября 1934 года округ был упразднён, его районы были непосредственно подчинены Нижнеамурскому облисполкому.

## Административное деление
Состоял из районов:
- Аяно-Майского,
- Ольского,
- Охотского,
- Северо-Эвенского,
- Средне-Канского,
- Тугуро-Чумиканского.